# NGC 499

NGC 499

NGC 499 هي مجرة تتبع كوكبة الحوت. اكتشفها ويليام هيرشل في 12 سبتمبر 1784.

## روابط خارجية
- NGC 499 على موقع ويكي سكاي: DSS2, SDSS, GALEX, IRAS, Hydrogen α, X-Ray, Astrophoto, Sky Map, Articles and images